# 費靈頓村 (北卡羅萊納州)
費靈頓村（英語：Fearrington Village）是位於美國北卡羅萊納州查塔姆縣的普查規定居民點。

## 人口
根據2020年美國人口普查的數據，費靈頓村的面積為1.17平方千米，當中陸地面積為1.15平方千米，而水域面積為0.02平方千米。當地共有人口2557人，而人口密度為每平方千米2,185.47人。